# Ashleigh Barty
Ashleigh Barty (ur. 24 kwietnia 1996 w Ipswich) – australijska tenisistka i krykiecistka, zwyciężczyni French Open 2019, Wimbledonu 2021 i Australian Open 2022 w grze pojedynczej oraz US Open 2018 w grze podwójnej, finalistka Australian Open, Wimbledonu i US Open w 2013 roku oraz French Open 2017 w grze podwójnej kobiet, brązowa medalistka igrzysk olimpijskich z Tokio (2020) w grze mieszanej. Liderka rankingu WTA od 24 czerwca do 11 sierpnia 2019 i ponownie od 9 września 2019. 23 marca 2022 roku ogłosiła zakończenie kariery, będąc numerem jeden w rankingu WTA.
Na przełomie 2015 i 2016 roku przez krótki czas uprawiała krykiet, grając jeden sezon w Women's Big Bash League w zespole Brisbane Heat.

## Kariera tenisowa

### 2011-2014
Zaczęła grać w wieku 5 lat. Jej ulubioną nawierzchnią jest nawierzchnia ziemna. Największym sukcesem Australijki jest zwycięstwo w Wimbledonie 2011 singla juniorek. W finale pokonała Irinę Chromaczową 7:5, 7:6. Po drodze wyeliminowała m.in. jedną z faworytek, Francuzkę Carolinę Garcia.
W 2012 dostała dziką kartę do turnieju Australian Open i przegrała w pierwszej rundzie 6:2, 7:6(4) z Gruzinką Aną Tatiszwili.
W Australian Open 2013 wzięła udział jako zawodniczka z dziką kartą. Odpadła jednak w pierwszej rundzie singla, przegrywając z Dominiką Cibulkovą 6:3, 0:6, 1:6. W zawodach gry podwójnej doszła do finału. Razem z Casey Dellacqua uległy w finale Sarze Errani i Robercie Vinci wynikiem 2:6, 6:3, 2:6. Na Wimbledonie, także z Dellacqua, osiągnęła finał. Australijki uległy w nim Hsieh Su-wei i Peng Shuai wynikiem 6:7(1), 1:6. Na US Open, również w parze z Dellacqua, osiągnęła fazę finałową. W meczu o mistrzostwo uległy Andrei Hlaváčkovej i Lucie Hradeckiej wynikiem 7:6(4), 1:6, 4:6.
W sezonie 2014 Australijki triumfowały w zawodach w Strasburgu, gdzie w finale pokonały Tatianę Búę i Danielę Seguel 4:6, 7:5, 10–4. Po sezonie 2014 postanowiła zawiesić karierę.

### 2016
W lutym 2016 roku wróciła na zawodowe korty. Początkowo tylko w grze podwójnej. W marcu, już w trzecim starcie, wspólnie z Casey Dellacquą doszła do finału turnieju w Canberze (porażka z Lee Ya-hsuan i Riko Sawayanagi 4:6, 5:7). Tydzień później, u boku Ariny Rodionowej wygrała drugą edycję tego turnieju (pokonały Kanae Hisami i Varatchaya Wongteanchai 6:4, 6:2). W maju wystąpiła wreszcie w grze pojedynczej podczas turnieju ITF w Eastbourne. Po wygraniu kwalifikacji doszła aż do półfinału. Na tym samym etapie zakończyła rozgrywki deblowe. Pierwszy występ w turnieju rangi WTA zaliczyła w czerwcu w Nottingham. Wygrała eliminacje, a przegrała dopiero w ćwierćfinale z Karolíną Plíškovą 6:7(2), 6:7(7).
Dzięki dzikiej karcie wystąpiła na Wimbledonie. W grze pojedynczej przegrała w drugiej rundzie eliminacji, a w deblu, wspólnie z Laurą Robson, odpadła już w pierwszym meczu, ulegając siostrom Chan: Hao-ching i Yung-jan 4:6, 2:6.
Do końca sezonu wystąpiła już tylko w jednym turnieju: kategorii WTA 125K series w Tajpej. Po wygraniu kwalifikacji skreczowała w ćwierćfinale z Jewgieniją Rodiną przy stanie 6:1, 0:3.

### 2017
Dzięki dzikim kartom wystąpiła w cyklu turniejów w Australii: w Brisbane przegrała w drugiej rundzie, w Hobart nie przeszła kwalifikacji, ale w Australian Open doszła aż do trzeciej rundy. W grze podwójnej podczas pierwszego w sezonie turnieju wielkoszlemowego wspólnie ze swoją stałą partnęrką Casey Dellacquą odpadła dopiero w ćwierćfinale, eliminując w drugiej rundzie, rozstawione z nr 5., Martinę Hingis i Coco Vandeweghe 6:2, 7:5.
W marcu 2017 pierwszy raz w karierze wygrała turniej singlowy rangi WTA. Jako kwalifikantka doszła w Kuala Lumpur aż do finału, w którym pokonała Nao Hibino 6:2, 6:3. W stolicy Malezji wygrała również rozgrywki gry podwójnej. Dzięki temu sukcesowi awansowała do pierwszej 100 rankingu singlowego WTA. W maju w Strasburgu w grze pojedynczej ponownie udanie przeszła przez eliminacje, lecz została powstrzymana w ćwierćfinale przez Darję Gawriłową 4:6, 7:6(3), 6:7(5). W deblu straciła tylko jednego seta na drodze do drugiego tytułu w sezonie – w finale pokonały parę Chan Hao-ching – Chan Yung-jan 6:4, 6:2.
Podczas wielkoszlemowego French Open w grze pojedynczej przegrała już w pierwszej rundzie z Madison Keys 3:6, 2:6. W deblu wyrównała swoje dotychczasowe osiągnięcie dochodząc do finału turnieju. W decydującym meczu nie sprostały liderkom rozgrywek, parze Bethanie Mattek-Sands – Lucie Šafářová 2:6, 1:6. Kolejny sukces przyszedł w Birmingham, gdzie w singlu pokonała m.in. Barborę Strýcovą 6:3, 3:6, 6:1 i w półfinale Garbiñe Muguruzę 3:6, 6:4, 6:3. W meczu mistrzowskim uległa powracającej po półrocznej przerwie Petrze Kvitovej 6:3, 3:6, 2:6. W turnieju gry podwójnej w półfinale otrzymały walkower od Sani Mirzy i Coco Vandeweghe, by w finale pokonać Chan Hao-ching i Zhang Shuai 6:1, 2:6, 10–8. Finał singla w turnieju rangi Premier pozwolił Barty na awans w rankingu WTA na 54. miejsce (notowanie z 26 czerwca 2017 roku). W rankingu gry podwójnej awansowała na 21. pozycję. Tydzień później w Eastbourne wystąpiła tylko w grze podwójnej i osiągnęła kolejny finał, piąty z rzędu. W decydującym meczu turnieju musiała jednak uznać wyższość Chan Yung-jan i Martiny Hingis przegrywając 3:6, 5:7.

### 2022
23 marca 2022 roku Barty ogłosiła zakończenie kariery. Stało się to podczas wywiadu z Casey Dellacquą – byłą partnerką w deblu. Barty została drugą tenisistką w historii WTA (po Justine Henin w 2008 roku), która odeszła z profesjonalnej gry jako aktualna liderka rankingu singlowego.

## Historia występów wielkoszlemowych
Legenda
     W, wygrany turniej
     F, przegrana w finale
     SF, przegrana w półfinale
     QF, przegrana w ćwierćfinale
     xR, przegrana w x rundzie
     Qx, przegrana w x rundzie eliminacji
     A, brak startu
     NH, turniej nie odbył się

### Występy w grze pojedynczej
| Australian Open        | A   | 1R  | 1R  | 1R  | A | A   | 3R | 3R | QF | SF | QF | W | 1 / 9  | 24 – 8  |  |  |  |  |  |  |  |  |  |  |  |  |
| French Open            | A   | 1R  | 2R  | 1R  | A | A   | 1R | 2R | W  | A  | 2R | A | 1 / 7  | 10 – 6  |  |  |  |  |  |  |  |  |  |  |  |  |
| Wimbledon              | A   | 1R  | Q1  | Q3  | A | Q2  | 1R | 3R | 4R | NH | W  | A | 1 / 5  | 12 – 4  |  |  |  |  |  |  |  |  |  |  |  |  |
| US Open                | Q1  | A   | 2R  | 1R  | A | A   | 3R | 4R | 4R | A  | 3R | A | 0 / 6  | 11 – 6  |  |  |  |  |  |  |  |  |  |  |  |  |
|                        |     |     |     |     |   |     |    |    |    |    |    |   |        |         |  |  |  |  |  |  |  |  |  |  |  |  |
| Ranking na koniec roku | 669 | 195 | 164 | 218 | – | 325 | 17 | 15 | 1  | 1  | 1  | – | 3 / 27 | 57 – 24 |  |  |  |  |  |  |  |  |  |  |  |  |

### Występy w grze podwójnej
| Australian Open        | A | 1R  | F  | 2R | A | A   | QF | 2R | 2R | 2R | 2R  | A | 0 / 8  | 13 – 6  |  |  |  |  |  |  |  |  |  |  |  |  |  |
| French Open            | A | A   | 1R | QF | A | A   | F  | 1R | 3R | A  | A   | A | 0 / 5  | 10 – 5  |  |  |  |  |  |  |  |  |  |  |  |  |  |
| Wimbledon              | A | A   | F  | QF | A | 1R  | QF | A  | 3R | NH | A   | A | 0 / 5  | 13 – 4  |  |  |  |  |  |  |  |  |  |  |  |  |  |
| US Open                | A | A   | F  | 1R | A | A   | 2R | W  | F  | A  | A   | A | 1 / 5  | 17 – 4  |  |  |  |  |  |  |  |  |  |  |  |  |  |
|                        |   |     |    |    |   |     |    |    |    |    |     |   |        |         |  |  |  |  |  |  |  |  |  |  |  |  |  |
| Ranking na koniec roku | – | 172 | 12 | 39 | – | 263 | 11 | 7  | 19 | 14 | 102 | – | 1 / 23 | 53 – 19 |  |  |  |  |  |  |  |  |  |  |  |  |  |

### Występy w grze mieszanej
| Australian Open | A | 1R | 1R | 2R | A | A | A | A  | A | A  | A | A | 0 / 3 | 1 – 3 |  |  |  |  |  |  |  |  |  |  |  |  |  |
| French Open     | A | A  | 1R | A  | A | A | A | A  | A | NH | A | A | 0 / 1 | 0 – 1 |  |  |  |  |  |  |  |  |  |  |  |  |  |
| Wimbledon       | A | A  | QF | 3R | A | A | A | 1R | A | NH | A | A | 0 / 3 | 3 – 3 |  |  |  |  |  |  |  |  |  |  |  |  |  |
| US Open         | A | A  | 2R | QF | A | A | A | A  | A | NH | A | A | 0 / 2 | 3 – 2 |  |  |  |  |  |  |  |  |  |  |  |  |  |
|                 |   |    |    |    |   |   |   |    |   |    |   |   |       |       |  |  |  |  |  |  |  |  |  |  |  |  |  |
|                 |   |    |    |    |   |   |   |    |   |    |   |   | 0 / 9 | 7 – 9 |  |  |  |  |  |  |  |  |  |  |  |  |  |

## Finały turniejów WTA
| Legenda                     | Legenda |
| --------------------------- | ------- |
| Wielki Szlem                |         |
| Igrzyska olimpijskie        |         |
| WTA Tour Championships      |         |
| WTA Elite Trophy            |         |
| 2009 – 2020                 |         |
| WTA Premier Mandatory       |         |
| WTA Premier 5               |         |
| WTA Premier                 |         |
| WTA International Series    |         |
| WTA 125K series (2012–2020) |         |
| od 2021                     |         |
| WTA 1000 (obowiązkowe)      |         |
| WTA 1000 (nieobowiązkowe)   |         |
| WTA 500                     |         |
| WTA 250                     |         |
| WTA 125                     |         |

### Gra pojedyncza 21 (15–6)
| Końcowy wynik | Nr  | Data                | Turniej         | Nawierzchnia   | Przeciwniczka       | Wynik finału        |
| ------------- | --- | ------------------- | --------------- | -------------- | ------------------- | ------------------- |
| Zwyciężczyni  | 1.  | 5 marca 2017        | Kuala Lumpur    | Twarda         | Nao Hibino          | 6:3, 6:2            |
| Finalistka    | 1.  | 25 czerwca 2017     | Birmingham      | Trawiasta      | Petra Kvitová       | 6:4, 3:6, 2:6       |
| Finalistka    | 2.  | 30 września 2017    | Wuhan           | Twarda         | Caroline Garcia     | 7:6(3), 6:7(4), 2:6 |
| Finalistka    | 3.  | 13 stycznia 2018    | Sydney          | Twarda         | Angelique Kerber    | 4:6, 4:6            |
| Zwyciężczyni  | 2.  | 17 czerwca 2018     | Nottingham      | Trawiasta      | Johanna Konta       | 6:3, 3:6, 6:4       |
| Zwyciężczyni  | 3.  | 4 listopada 2018    | Zhuhai          | Twarda (hala)  | Wang Qiang          | 6:3, 6:4            |
| Finalistka    | 4.  | 12 stycznia 2019    | Sydney          | Twarda         | Petra Kvitová       | 6:1, 5:7, 6:7(3)    |
| Zwyciężczyni  | 4.  | 30 marca 2019       | Miami           | Twarda         | Karolína Plíšková   | 7:6(1), 6:3         |
| Zwyciężczyni  | 5.  | 8 czerwca 2019      | French Open     | Ceglana        | Markéta Vondroušová | 6:1, 6:3            |
| Zwyciężczyni  | 6.  | 23 czerwca 2019     | Birmingham      | Trawiasta      | Julia Görges        | 6:3, 7:5            |
| Finalistka    | 5.  | 6 października 2019 | Pekin           | Twarda         | Naomi Ōsaka         | 6:3, 3:6, 2:6       |
| Zwyciężczyni  | 7.  | 3 listopada 2019    | Shenzhen        | Twarda (hala)  | Elina Switolina     | 6:4, 6:3            |
| Zwyciężczyni  | 8.  | 18 stycznia 2020    | Adelaide        | Twarda         | Dajana Jastremśka   | 6:2, 7:5            |
| Zwyciężczyni  | 9.  | 7 lutego 2021       | Melbourne       | Twarda         | Garbiñe Muguruza    | 7:6(3), 6:4         |
| Zwyciężczyni  | 10. | 3 kwietnia 2021     | Miami           | Twarda         | Bianca Andreescu    | 6:3, 4:0 krecz      |
| Zwyciężczyni  | 11. | 25 kwietnia 2021    | Stuttgart       | Ceglana (hala) | Aryna Sabalenka     | 3:6, 6:0, 6:3       |
| Finalistka    | 6.  | 8 maja 2021         | Madryt          | Ceglana        | Aryna Sabalenka     | 0:6, 6:3, 4:6       |
| Zwyciężczyni  | 12. | 10 lipca 2021       | Wimbledon       | Trawiasta      | Karolína Plíšková   | 6:3, 6:7(4), 6:3    |
| Zwyciężczyni  | 13. | 22 sierpnia 2021    | Cincinnati      | Twarda         | Jil Teichmann       | 6:3, 6:1            |
| Zwyciężczyni  | 14. | 9 stycznia 2022     | Adelaide        | Twarda         | Jelena Rybakina     | 6:3, 6:2            |
| Zwyciężczyni  | 15. | 29 stycznia 2022    | Australian Open | Twarda         | Danielle Collins    | 6:3, 7:6(2)         |

### Gra podwójna 21 (12–9)
| Końcowy wynik | Nr  | Data             | Turniej         | Nawierzchnia   | Partnerka          | Przeciwniczki                              | Wynik finału        |
| ------------- | --- | ---------------- | --------------- | -------------- | ------------------ | ------------------------------------------ | ------------------- |
| Finalistka    | 1.  | 25 stycznia 2013 | Australian Open | Twarda         | Casey Dellacqua    | Sara Errani Roberta Vinci                  | 2:6, 6:3, 2:6       |
| Zwyciężczyni  | 1.  | 16 czerwca 2013  | Birmingham      | Trawiasta      | Casey Dellacqua    | Cara Black Marina Erakovic                 | 7:5, 6:4            |
| Finalistka    | 2.  | 6 lipca 2013     | Wimbledon       | Trawiasta      | Casey Dellacqua    | Hsieh Su-wei Peng Shuai                    | 6:7(1), 1:6         |
| Finalistka    | 3.  | 7 września 2013  | US Open         | Twarda         | Casey Dellacqua    | Andrea Hlaváčková Lucie Hradecká           | 7:6(4), 1:6, 4:6    |
| Zwyciężczyni  | 2.  | 24 maja 2014     | Strasburg       | Ceglana        | Casey Dellacqua    | Tatiana Búa Daniela Seguel                 | 4:6, 7:5, 10–4      |
| Finalistka    | 4.  | 15 czerwca 2014  | Birmingham      | Trawiasta      | Casey Dellacqua    | Raquel Kops-Jones Abigail Spears           | 6:7(1), 1:6         |
| Zwyciężczyni  | 3.  | 5 marca 2017     | Kuala Lumpur    | Twarda         | Casey Dellacqua    | Nicole Melichar Makoto Ninomiya            | 7:6(5), 6:3         |
| Zwyciężczyni  | 4.  | 26 maja 2017     | Strasburg       | Ceglana        | Casey Dellacqua    | Chan Hao-ching Chan Yung-jan               | 6:4, 6:2            |
| Finalistka    | 5.  | 11 czerwca 2017  | French Open     | Ceglana        | Casey Dellacqua    | Bethanie Mattek-Sands Lucie Šafářová       | 2:6, 1:6            |
| Zwyciężczyni  | 5.  | 25 czerwca 2017  | Birmingham      | Trawiasta      | Casey Dellacqua    | Chan Hao-ching Zhang Shuai                 | 6:1, 2:6, 10–8      |
| Finalistka    | 6.  | 1 lipca 2017     | Eastbourne      | Trawiasta      | Casey Dellacqua    | Chan Yung-jan Martina Hingis               | 3:6, 5:7            |
| Finalistka    | 7.  | 26 sierpnia 2017 | New Haven       | Twarda         | Casey Dellacqua    | Gabriela Dabrowski Xu Yifan                | 6:3, 3:6, 8–10      |
| Zwyciężczyni  | 6.  | 1 kwietnia 2018  | Miami           | Twarda         | Coco Vandeweghe    | Barbora Krejčíková Kateřina Siniaková      | 6:2, 6:1            |
| Zwyciężczyni  | 7.  | 20 maja 2018     | Rzym            | Ceglana        | Demi Schuurs       | Andrea Sestini Hlaváčková Barbora Strýcová | 6:3, 6:4            |
| Zwyciężczyni  | 8.  | 12 sierpnia 2018 | Montreal        | Twarda         | Demi Schuurs       | Latisha Chan Jekatierina Makarowa          | 4:6, 6:3, 10–8      |
| Zwyciężczyni  | 9.  | 9 września 2018  | US Open         | Twarda         | Coco Vandeweghe    | Tímea Babos Kristina Mladenovic            | 3:6, 7:6(2), 7:6(6) |
| Zwyciężczyni  | 10. | 19 maja 2019     | Rzym            | Ceglana        | Wiktoryja Azaranka | Anna-Lena Grönefeld Demi Schuurs           | 4:6, 6:0, 10–3      |
| Finalistka    | 8.  | 8 września 2019  | US Open         | Twarda         | Wiktoryja Azaranka | Elise Mertens Aryna Sabalenka              | 5:7, 5:7            |
| Finalistka    | 9.  | 12 stycznia 2020 | Brisbane        | Twarda         | Kiki Bertens       | Hsieh Su-wei Barbora Strýcová              | 6:3, 6:7(7), 8–10   |
| Zwyciężczyni  | 11. | 25 kwietnia 2021 | Stuttgart       | Ceglana (hala) | Jennifer Brady     | Desirae Krawczyk Bethanie Mattek-Sands     | 6:4, 5:7, 10–5      |
| Zwyciężczyni  | 12. | 9 stycznia 2022  | Adelaide        | Twarda         | Storm Sanders      | Darija Jurak Schreiber Andreja Klepač      | 6:1, 6:4            |

## Występy w Turnieju Mistrzyń

### W grze pojedynczej
| Rok  | Rezultat                               | Przeciwniczka                          | Wynik                                  |
| 2019 | Zwycięstwo                             | Elina Switolina                        | 6:4, 6:3                               |
| 2021 | nie wystąpiła – zrezygnowała ze startu | nie wystąpiła – zrezygnowała ze startu | nie wystąpiła – zrezygnowała ze startu |

### W grze podwójnej
| Rok  | Rezultat              | Partnerka          | Przeciwniczki                          | Wynik                                  |
| 2013 | Zawodniczki rezerwowe | Casey Dellacqua    | nie wystąpiły                          | nie wystąpiły                          |
| 2017 | Ćwierćfinał           | Casey Dellacqua    | Kiki Bertens Johanna Larsson           | 6:7(7), 7:6(1), 6–10                   |
| 2018 | Półfinał              | Coco Vandeweghe    | Tímea Babos Kristina Mladenovic        | 7:6(5), 3:6, 8–10                      |
| 2019 | Zawodniczki rezerwowe | Wiktoryja Azaranka | nie wystąpiły – zrezygnowały ze startu | nie wystąpiły – zrezygnowały ze startu |

## Występy w Turnieju WTA Elite Trophy

### W grze pojedynczej
| Rok  | Rezultat   | Przeciwniczka   | Wynik    |
| 2017 | Półfinał   | Coco Vandeweghe | 3:6, 3:6 |
| 2018 | Zwycięstwo | Wang Qiang      | 6:3, 6:4 |

## Finały turniejów ITF
| turnieje z pulą nagród 100 000 $   |
| turnieje z pulą nagród 75/80 000 $ |
| turnieje z pulą nagród 50/60 000 $ |
| turnieje z pulą nagród 25 000 $    |
| turnieje z pulą nagród 15 000 $    |
| turnieje z pulą nagród 10 000 $    |

### Gra pojedyncza 6 (4–2)
| Rezultat     |    | Data       | Turniej    | ($)    | Naw.      | Przeciwniczka     | Wynik    |
| Zwyciężczyni | 1. | 19/02/2012 | Sydney     | 25 000 | Twarda    | Olivia Rogowska   | 6:1, 6:3 |
| Zwyciężczyni | 2. | 26/02/2012 | Mildura    | 25 000 | Trawiasta | Viktorija Rajicic | 6:1, 7:6 |
| Finalistka   | 1. | 25/03/2012 | Ipswich    | 25 000 | Ceglana   | Sandra Zaniewska  | 6:7, 1:6 |
| Zwyciężczyni | 3. | 17/06/2012 | Nottingham | 50 000 | Trawiasta | Tatjana Malek     | 6:1, 6:1 |
| Finalistka   | 2. | 07/10/2012 | Esperance  | 25 000 | Twarda    | Olivia Rogowska   | 0:6, 3:6 |
| Zwyciężczyni | 4. | 28/10/2012 | Traralgon  | 25 000 | Twarda    | Arina Rodionowa   | 6:2, 6:3 |

### Gra podwójna 11 (9–2)
| Rezultat     |    | Data       | Turniej    | ($)    | Naw.            | Partnerka       | Przeciwniczki                           | Wynik             |
| Zwyciężczyni | 1. | 17/06/2012 | Nottingham | 50 000 | Trawiasta       | Sally Peers     | Réka Luca Jani Maria João Koehler       | 7:6(2), 3:6, 10–5 |
| Zwyciężczyni | 2. | 07/10/2012 | Esperance  | 25 000 | Twarda          | Sally Peers     | Victoria Larrière Olivia Rogowska       | 4:6, 7:6(5), 10–4 |
| Finalistka   | 1. | 27/10/2012 | Traralgon  | 25 000 | Twarda          | Sally Peers     | Cara Black Arina Rodionowa              | 6:2, 6:7(4), 8–10 |
| Zwyciężczyni | 3. | 02/11/2012 | Bendigo    | 25 000 | Twarda          | Sally Peers     | Cara Black Arina Rodionowa              | 7:6(12), 7:6(5)   |
| Zwyciężczyni | 4. | 25/11/2012 | Toyota     | 75 000 | Dywanowa (hala) | Casey Dellacqua | Miki Miyamura Varatchaya Wongteanchai   | 6:1, 6:2          |
| Zwyciężczyni | 5. | 24/03/2013 | Innisbrook | 25 000 | Ceglana         | Alizé Lim       | Paula Cristina Gonçalves María Irigoyen | 6:1, 6:3          |
| Zwyciężczyni | 6. | 13/04/2013 | Pelham     | 25 000 | Ceglana         | Arina Rodionowa | Kao Shao-yuan Lee Hua-chen              | 6:4, 6:2          |
| Zwyciężczyni | 7. | 11/02/2016 | Perth      | 25 000 | Twarda          | Jessica Moore   | Alison Bai Abbie Myers                  | 3:6, 6:4, 10–8    |
| Finalistka   | 2. | 25/02/2016 | Port Pirie | 25 000 | Twarda          | Casey Dellacqua | Lee Ya-hsuan Riko Sawayanagi            | 4:6, 5:7          |
| Zwyciężczyni | 8. | 18/03/2016 | Canberra   | 25 000 | Ceglana         | Arina Rodionowa | Kanae Hisami Varatchaya Wongteanchai    | 6:4, 6:2          |
| Zwyciężczyni | 9. | 25/03/2016 | Canberra   | 25 000 | Ceglana         | Arina Rodionowa | Eri Hozumi Miyu Katō                    | 5:7, 6:3, 10–7    |

## Występy w igrzyskach olimpijskich

### Gra pojedyncza
| Runda                                                                         | Przeciwniczka                  | Wynik    |
| ----------------------------------------------------------------------------- | ------------------------------ | -------- |
|                                                                               |                                |          |
| Letnie Igrzyska Olimpijskie w Tokio 2020, reprezentując państwo Australia [1] |                                |          |
| I runda                                                                       | Hiszpania: Sara Sorribes Tormo | 3:6, 4:6 |

### Gra podwójna
| Runda                                                                     | Partnerka         | Przeciwniczki                                       | Wynik          |
| ------------------------------------------------------------------------- | ----------------- | --------------------------------------------------- | -------------- |
|                                                                           |                   |                                                     |                |
| Letnie Igrzyska Olimpijskie w Tokio 2020, reprezentując państwo Australia |                   |                                                     |                |
| I runda                                                                   | Storm Sanders [6] | Japonia: Nao Hibino / Makoto Ninomiya               | 6:1, 6:2       |
| II runda                                                                  | Storm Sanders [6] | Chiny: Xu Yifan / Yang Zhaoxuan                     | 6:4, 6:4       |
| Ćwierćfinał                                                               | Storm Sanders [6] | Czechy: Barbora Krejčíková / Kateřina Siniaková [1] | 6:3, 4:6, 7–10 |

### Gra mieszana
| Runda                                                                     | Partner    | Przeciwnicy                                                                | Wynik           |
| ------------------------------------------------------------------------- | ---------- | -------------------------------------------------------------------------- | --------------- |
|                                                                           |            |                                                                            |                 |
| Letnie Igrzyska Olimpijskie w Tokio 2020, reprezentując państwo Australia |            |                                                                            |                 |
| I runda                                                                   | John Peers | Argentyna: Nadia Podoroska / Horacio Zeballos                              | 6:1, 7:6(3)     |
| Ćwierćfinał                                                               | John Peers | Grecja: Maria Sakari / Stefanos Tsitsipas [2]                              | 6:4, 4:6, 10–6  |
| Półfinał                                                                  | John Peers | Rosyjski Komitet Olimpijski: Anastasija Pawluczenkowa / Andriej Rublow [4] | 7:5, 4:6, 11–13 |
| O brązowy medal                                                           | John Peers | Serbia: Nina Stojanović / Novak Đoković                                    | walkower        |

## Finały juniorskich turniejów wielkoszlemowych

### Gra pojedyncza (1)
| Końcowy wynik | Rok  | Turniej   | Nawierzchnia | Przeciwniczka     | Wynik finału |
| Zwyciężczyni  | 2011 | Wimbledon | Trawiasta    | Irina Chromaczowa | 7:5, 7:6(3)  |

## Kariera krykietowa
W 2015 roku postanowiła odpocząć od tenisa i spróbować swoich sił w krykiecie. W październiku tego samego roku podpisała jednosezonowy kontrakt z Brisbane Heat występującym w australijskiej Women's Big Bash League, najważniejszym kobiecym turnieju w najkrótszej odmianie krykieta, Twenty20. W swoim pierwszym meczu zdobyła 39 punktów, zaliczając przy tym rzadkie wśród kobiet uderzenie za 6 punktów. W sezonie 2015/16 wystąpiła w 9 z 14 meczów swojej drużyny oraz zdobyła 68 punktów, co dało jej średnią 11,33 punktu na inningsa. W lutym 2016 roku porzuciła krykiet, wznawiając karierę tenisową.